# 龚琳娜
龚琳娜（1975年8月1日—），贵州贵阳人，中国民族音乐女高音歌唱家，曾获中国中央电视台全国青年歌手电视大奖赛民族唱法专业组银奖。 龚琳娜多年来致力于古诗词的演唱及传统声乐的挖掘和教育。2010年因演唱歌曲《忐忑》的视频在网络上流传。2012年12月始推出新歌《法海你不懂爱》及《金箍棒》。

## 生涯

### 早年
龚琳娜5岁登台演唱；7岁时，随“贵阳苗苗艺术团”在全国巡演；12岁，即代表“中国少儿艺术团”赴法国演出。
1992年，龚琳娜考入中国音乐学院附属中学，师从邹文琴教授学习民族声乐，随后升入中国音乐学院。邹文琴的教学方法开明，允许龚琳娜保持真声，还学唱各地戏曲， 大学期间她获得了文化部「民歌状元」称号。

### 步入音乐界
1999年大学毕业后，龚琳娜考入中央民族乐团，任独唱演员。2001年，出版个人首张专辑《孔雀飞来》。该专辑曾获“中国广播新歌金奖”、“中华民歌广播大擂台十大金曲”、以及“中国民歌排行榜第一名”。

### 活跃于欧洲
据龚琳娜个人的说法，2002年因为不愿甘当「晚会歌手」，“千人一声”的模式和套路，也无法忍受国内音乐界浓重的假唱氛围，而离开中国前往欧洲发展。。此后，居住在德国的龚琳娜时常活跃在欧洲世界音乐的舞台之中。2002年至2008年，她与丈夫、对中国音乐颇有研究的音乐制作人、作曲家、德国人老锣合作，录制了《五行—琉璃光》(2004)、《走生命的路》(2005)、《静夜思》(2006)、《走西口》(2008)和《弦歌清韵》(2009)等五张唱片唱片。 在欧洲期间，龚琳娜曾受德国「TFF RUDOLSTADT」音乐节、芬兰民族音乐节、法国世界音乐节、比利时欧罗巴艺术节等国际音乐节邀请，举办过数场独唱音乐会。2009年，获得了欧洲「聆听世界音乐」最佳演唱大奖。评審会评价她是中国新艺术声乐的开拓者。

### 单曲《忐忑》
《忐忑》，是龚琳娜个人第四张专辑《静夜思》中的一首原生态歌曲。她在“2010年北京新春音乐会”上演唱该曲的视频，在同年5月被网友上传到人人网。视频中无歌词的咿呀演唱，和龚琳娜演唱时夸张投入的表情，使得它在网络中迅速传播，并被网友封为「神曲」。 在此后的数月间，歌曲的视频被播放了不下10万次，还有无数网友、甚至一些名人争相学习和模仿。
凭借着歌曲《忐忑》，龚琳娜的知名度迅速提升，一时间武汉、天津邀请他开办了个人作品音乐会，湖南卫视、山东电视台、北京电视台邀请她出席演唱会。2010年10月，阔别中国8年的龚琳娜举家回国定居。

### 《法海你不懂爱》、《金箍棒》
2012年至2013年新旧岁交替龚琳娜在跨年晚会的一首“神曲”《法海你不懂爱》，所出新歌因歌词及表演被指戏谑佛教，遭佛教界严正抗议及要求致歉，被称为法海事件。

### 《全能星战》
2013年夏，龚琳娜参加音乐类节目《全能星战》。第一场演唱摇滚版的邓丽君、王菲名曲《明月几时有》受到热议和关注。 而在后几场中，龚琳娜依次演唱云南民歌《小河淌水》、玛丽莲·梦露经典曲目《I Want Be Loved By You》、戏曲串烧《忐忑》、王菲《致青春》、周杰伦《双截棍》等曲目，直到2013年11月22日的节目中演唱原创作品《山中问答》和周杰伦《迷迭香》后遗憾淘汰。其中，《小河淌水》和戏曲串烧《忐忑》获得较大的关注与很多好评。

### 《歌手2019》、《乘风 2023》
2019年，龚琳娜作为补位歌手参加《歌手2019》，凭借《小河淌水》获得第10期第一名，但在下一期演唱《庭院深深》后被淘汰。2023年，参加《乘风2023》，最终顺利成团。

## 家庭
龚琳娜与最初来中国学习古琴的德国音乐人老锣（Robert Zollitsch，1966年4月9日-）于2004年2月结婚，育有兩个孩子。2024年两人离婚。

## 作品

### 专辑
自2001年龚琳娜发行了其个人首张专辑以来，目前已出版了七张专辑（统计截至2017年11月）。
- 《唐宋东西》(2015)
- 《罗忠镕艺术歌曲》(2014)
- 《自由鸟》(2011)
- 《夜雪》(2010)
- 《弦歌清韵》(2009)（與林晨、王華合作）
- 《走西口》(2008)
- 《静夜思》(2006)
- 《走生命的路》(2005)
- 《五行—琉璃光》(2004)
- 《孔雀飞来》(2001)

### 单曲
- 《武魂》(2013)
- 《却上心头》(2013)
- 《相思染》(2010)

### 参与作品
- 《山河图》

#### 原声音乐
- 电视剧《血色浪漫》

#### 专辑
- 林海《琵琶相》